# Digital AMPS
L'IS-54 e l'IS-136 sono la seconda generazione (2G) dei sistemi usati dai telefoni cellulari, e sono conosciuti come Digital AMPS (D-AMPS). Erano particolarmente diffusi negli Stati Uniti e in Canada negli anni novanta, ma attualmente sono considerati obsoleti. Le tecnologie che hanno rimpiazzato i D-AMPS sono i sistemi GSM/GPRS o CDMA2000.
Questo sistema è un classico modello TDMA (time division multiple access), ovvero una tecnica usata da molti protocolli, come anche il GSM, che consente un utilizzo multiplo. Il TDMA è stato però rimpiazzato dai gestori delle reti mobile dal sistema detto CDMA (code division multiple access).
I D-AMPS sfruttano i già esistenti canali AMPS e permettono una transizione più facile tra il sistema digitale e quello analogico nella stessa area. Il metodo digitale utilizzava le bande di frequenza 824-849 e 869-894 MHz e venne migliorato rispetto a quello analogico dividendo ogni canale da 30 kHz in tre parti (le “time division”) e comprimendo digitalmente i dati vocali trasmessi; questo consente di gestire tre chiamate distinte con la stessa capacità necessaria precedentemente per una sola. Le chiamate venivano criptate usando l'algoritmo CMEA (successivamente venne scoperto che esso non era all'avanguardia) e gli scanner analogici non potevano funzionare con i segnali digitali, dunque i D-AMPS permisero una maggiore sicurezza.
Il modello IS-136, rispetto al precedente IS-54, portò notevoli novità, quali l'invio di messaggi di testo, CSD (circuit switched data), miglior protocollo di compressione. 
I maggiori network che utilizzavano gli IS-136 erano quelli della AT&T negli Stati Uniti e della Rogers Wireless in Canada. Entrambi gli operatori però decisero di passare a sistemi più sviluppati, come il GSM/GPRS, e quindi terminarono l'utilizzo dei sistemi TDMA e AMPS.

## Introduzione
L'IS-54 venne adottato in maniera definitive a seguito della standardizzazione da parte della EIA e della TIA. Successivamente divenne uno standard riconosciuto dalla American National Standards Institute.

## Specifiche tecniche
L'IS-54 utilizza lo stesso spazio di 30 kHz e banda di frequenze tra 824 e 849 e 869 e 894 MHz degli AMPS. Per aumentarne la capacità venne diviso il canale in tre sequenze temporali e la voce compressa digitalmente in una singola “cella”.
L'IS-54 è stato il primo sistema di comunicazione mobile a garantire la sicurezza ed il primo ad impiegare la tecnologia TDMA. Prevedeva 84 canali, di cui 42 in condivisione con il sistema AMPS; per garantire ulteriormente la compatibilità usava le stesse tecnologie di trasmissione e di modulazione (FSK) degli AMPS. Proprio per questo l'infrastruttura AMPS/IS-54 poteva funzionare sia con i segnali digitali che con quelli analogici.
L'utilizzo della tecnologia TDMA era in grado di fornire da 3 a 6 volte più capacità di trasferimento rispetto ai più vecchi canali AMPS, dividendo i 3 “time division” a metà.
La velocità (bit rate) di trasmissione del canale usata nella modulazione digitale è di 48,6 kbit/s; ogni segmento in cui è diviso il canale ha disposizione 6,67 ms di tempo e ognuno di essi trasporta 324 bit di informazioni (64 sono in aggiunta, di cui 28 servono per la sincronizzazione).
Ognuno dei sei segmenti ha differenti sequenze di sincronizzazione, permettendo ad ogni ricevitore di sincronizzarsi con i segmenti a lui preassegnati. 12 bit aggiuntivi vengono inviati per il SACCH (un sistema di controllo delle informazioni).
| Gamma di frequenza            | Rx: 869-894 MHz Tx: 824-849 MHz |
| Metodo di accesso multiplo    | TDMA / FDM                      |
| Metodo duplex                 | FDD                             |
| Numero di canali              | 832 (3 utenti per canale)       |
| Larghezza di banda del canale | 30 kHz                          |
| Modulazione                   | π / 4 DQPSK                     |
| Bit rate canale               | 48,6 kbit/s                     |
| Efficienza spettrale          | 1,62 bit/s/Hz                   |
| Equalizzatore                 | Non specificate nella norma     |
| Interpolazione                | Interpolatore 2 slot            |